# Amy Kuney

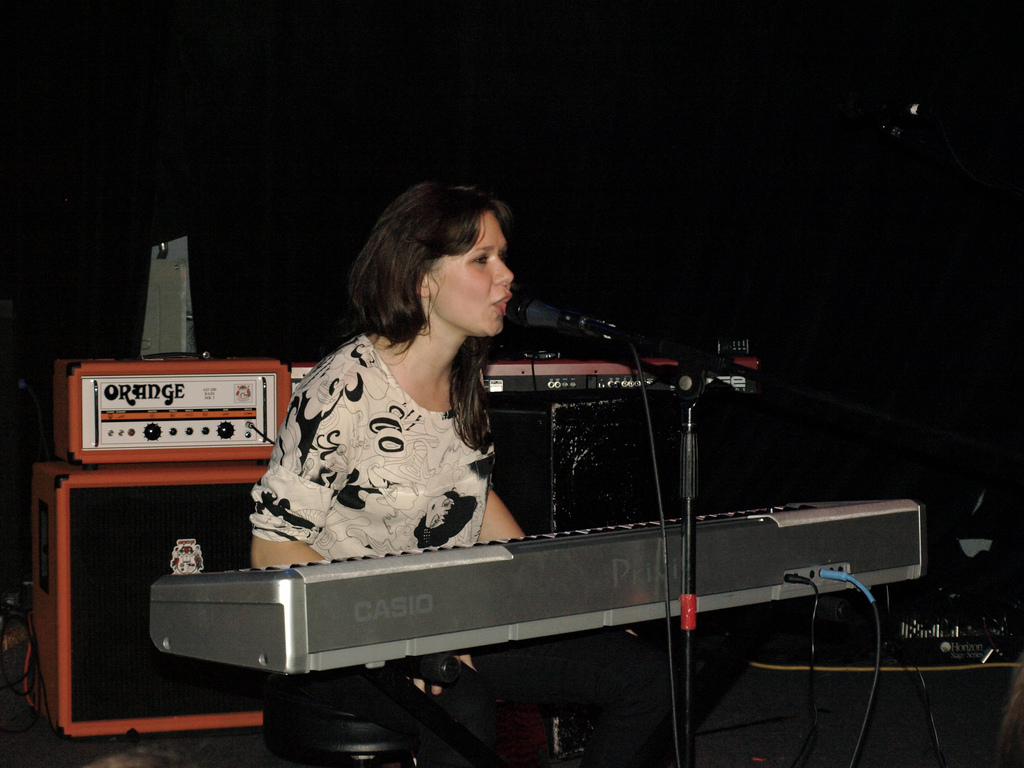
Amy Kuney (2008)

Amy Kuney (* 1985) ist eine US-amerikanische Musikerin. Sie ist Sängerin, Komponistin und Instrumentalistin.

## Leben
Kuney stammt aus Tulsa, Oklahoma. Ab dem fünften Lebensjahr erhielt sie Klavierunterricht und beteiligte sich während ihrer Kindheit am kirchlichen Musikgeschehen. Als Zwölfjährige komponierte und textete sie ihr erstes Lied.
Als dreizehnjährige zog sie mit ihrer Familie nach Honduras. Als 16-Jährige begann sie damit, sich selbst das Gitarrespielen bei zu bringen.
Während einer Reise nach Guatemala, die sie zusammen mit Freunden als 17-Jährige unternahm, wurde sie entführt. Die Erfahrungen, die sie dabei machte, verarbeitete sie später in dem Lied How the Wind Must Feel.
2005 und 2006 schrieb und sang sie Lieder in zwei Folgen der Fernsehserie Gilmore Girls. Im August 2008 brachte sie das Studio-Album Bird’s Eye View heraus.
Im März 2009 erhielt sie für das Lied Thank You For Last Night eine Auszeichnung.
Gemeinsam mit den Schauspielern Austin Nichols und Sophia Bush erstellte sie eine Benefiz-CD mit dem Titel Gasoline Rainbows, deren Erlös zu 100 % an die Opfer der Ölkatastrophe von Mexiko gespendet wird.